# Fernando Paulo Ferreira
Fernando Paulo Ferreira (10 de maio de 1973) é um jurista, deputado e político português. Foi deputado à Assembleia da República na XIV legislatura pelo Partido Socialista. Em 2021 foi eleito presidente da Câmara Municipal de Vila Franca de Xira.